# François Rodier
Pour les articles homonymes, voir Rodier.
 (juin 2023).
François Rodier est un danseur et chorégraphe français né vers 1665 et mort à Munich le 17 janvier 1753.
Fils de Jacques Rodier, maître de danse et membre de l'Académie royale de danse de Paris, François Rodier arrive à Munich avec son père en 1666, engagé au service de la princesse Henriette-Adélaïde. À la mort de son père, en juillet 1680, François Rodier est envoyé à Paris pour parfaire sa formation auprès de Louis Pécour. De retour à Munich en 1683, il est nommé maître des ballets de la cour de Bavière et maître de danse de Marie-Antoinette d'Autriche, première épouse de Maximilien-Emmanuel.
De 1685 à 1691, il compose de nombreux ballets pour la cour, puis Maximilien-Emmanuel l'emmène avec lui à Bruxelles lorsqu'il devient gouverneur des Pays-Bas espagnols.
Le 13 mars 1695, il épouse à Bruxelles la comédienne Élisabeth La Biffe, dont il aura au moins trois enfants. Sa sœur Marie-Anne épouse à Bruxelles, le 8 mai 1695, le compositeur Pietro Torri.
Rodier retourne à Munich en 1700 et continue à composer des ballets pour la cour de Bavière. En 1710 il épouse en secondes noces la fille du peintre Franz Lott et reste maître de ballet en titre jusqu'à sa mort, survenue en 1753, à l'âge de 88 ans.
Son frère Maximilien-Gaëtan (1670-1699) fut maître de ballet à la cour de Düsseldorf et sa sœur Marie-Anne-Christine (1673-1731) avait épousé le compositeur Pietro Torri.